# أكاديمية العلوم الأفغانية
أكاديمية العلوم الأفغانية (ASA) هي الوكالة الحكومية الرسمية في أفغانستان التي تنظم اللغتين البشتونية والدرية المنطوقتين في أفغانستان.
تأسست الأكاديمية في عام 1978 على يد الدكتور جول محمد نورزاي، المؤرخ والكاتب واللغوي نتيجة اندماج الجمعيات الأكاديمية القديمة. وتضم الأكاديمية أكثر من 300 زميل بحثي، مقسمين إلى ثلاث مجموعات رئيسة: العلوم الاجتماعية، والعلوم الطبيعية، والدراسات الإسلامية.
خلال سنوات الحرب الأهلية، دُمِّر العديد من معاهد الأبحاث في أفغانستان. كما يفتقر مبنى الجمعية الأمريكية للعلوم إلى البنية التحتية الكافية والمختبرات والمعدات والمكتبات.

## الرؤساء
- عبد الباري رشيد، دكتوراه (2002-2013)
- عبد الظاهر شكيب، دكتوراه (2018-2021)
- فريد الدين محمود ، شيخ الحديث (نوفمبر 2021 إلى الوقت الحاضر)

## الأعضاء
- عبد الشكور راشد[الإنجليزية]، أستاذ (؟ - 2021)

## طالع أيضًا
- أكاديمية اللغة والأدب الفارسي
- معهد رودكي للغة والأدب
- أكاديمية البشتو[الإنجليزية]

## روابط خارجية
- الموقع الرسمي باللغة الإنجليزية

قالب:Asian Academies of Sciences